# Boßeln

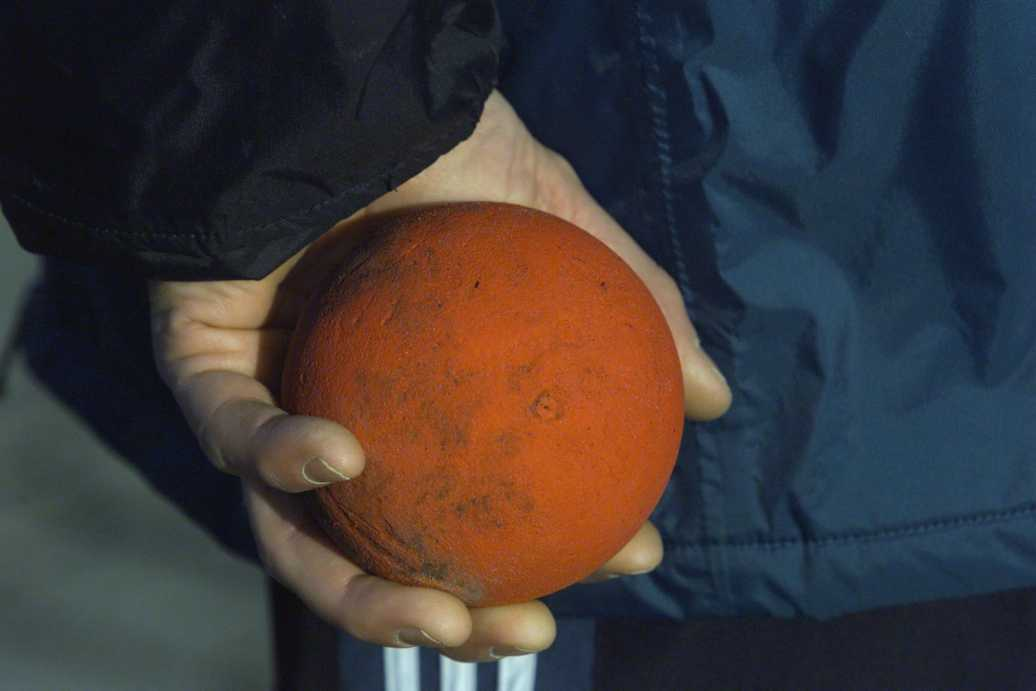
Gummiboßel in typischer orangefarbener Ausführung

Boßeln (in einigen Regionen als Klootschießen bezeichnet, auch wenn sich diese beiden verschiedenen Sportarten nur teilweise überschneiden) ist eine Sportart, die in unterschiedlichen Formen in verschiedenen Teilen Europas gespielt wird. Ziel des Spiels ist es, eine Kugel mit möglichst wenigen Würfen über eine festgelegte Strecke zu werfen. Boßeln wird in unterschiedlichen Varianten auf freien Flächen (Feldern, Wiesen), öffentlichen Straßen und befestigten Wegen gespielt. Ursprünglich ist Boßeln eine Mannschaftssportart. Als Einzelsportart wird auf Weite geworfen.

## Verbreitung und regionale Unterschiede

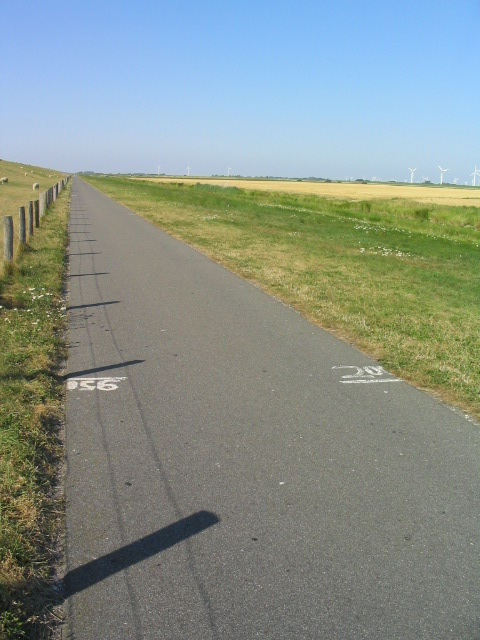
Boßelstrecke bei Wesselburenerkoog, Dithmarschen. Auf der Straße sind die Entfernungsmarkierungen erkennbar

In unterschiedlichen Formen ist Boßeln in vielen Teilen Europas bekannt. Hochburgen sind Ostfriesland, Emsland, Teile des Oldenburger Landes, die schleswig-holsteinischen Landesteile Dithmarschen und Nordfriesland, in Staufenberg (Niedersachsen), in Nordrhein-Westfalen (Düsseldorf, Willich, Jöllenbeck), in Büttendorf, einem Ortsteil der Gemeinde Hüllhorst in Deutschland, die Provinzen Drenthe, Overijssel und Gelderland in den Niederlanden sowie Irland. Boßeln zählt zu den klassischen Sportdisziplinen des Friesensports. Bekannt ist das Spiel auch in vielen weiteren Teilen Norddeutschlands. In Dinkelsbühl in Mittelfranken lautet die Bezeichnung ,Hurlen'. Als Tiro de bola aragonesa wird es in der spanischen Provinz Saragossa gespielt, als Bocciaforte (auch Boccia su Strada, Boccia alla Lunga oder Boccetta su Strada) in Italien, als Variante Ruzzola (oder Ruzzolone) ebenfalls in Italien, als Irish Road Bowling in Irland, Kanada und den Vereinigten Staaten und als Krugeln in Huttwil im Schweizer Kanton Bern.
Die regionalen Unterschiede drücken sich in unterschiedlichen Bezeichnungen für die Sportart und ihre Disziplinen aus, deren Vielfalt bei Auswärtigen für Verwirrung sorgen kann. In Ostfriesland und Oldenburg wird zwischen dem ursprünglichen Klootschießen, das auf dem Feld ausgetragen wird, und dem Straßenboßeln unterschieden. Dabei wird auch mit verschiedenen Kugeln geworfen. In Schleswig-Holstein heißen die Feld- und Straßendisziplinen einheitlich Boßeln, in den Niederlanden unterschiedslos Klootschieten. Das aus den Niederlanden beeinflusste Kloatscheeten in der Grafschaft Bentheim vereint Elemente der sonst getrennten Feld- und Straßenvarianten. Das irische Road Bowling, Tiro de bola aragonesa und Boccia su Strada sind Straßenboßel-Varianten, wenn auch teilweise auf Schotterstraßen, das schweizerische Krugeln ist eine Mischung aus Feld- und Straßenkampf, der Wettkampfuntergrund kann hier während des Wettkampfes wechseln.
Außer als Breiten- und Leistungssport wird vielfach – in einigen Gegenden sogar ausschließlich – auch als gesellige Tätigkeit geboßelt, etwa im Rahmen von Feiern oder der regionaltypischen Kohlfahrt.
Besondere Anforderungen an die Teilnehmer stellt in einigen Gegenden die Topografie. Während in Norddeutschland beim Straßenboßeln überwiegend flach mit verhältnismäßig langen Laufstrecken und langgezogenen Kurven gespielt wird, werden in Büttendorf, gelegen am Südhang des Wiehengebirges, einige kurze Anstiege und Senken durchquert, teilweise mit ziemlich engen Kurven. Dabei kommt es oft zu eher kurzen Kugelläufen im Anstieg, aber auch zu sehr langen im Gefälle.

## Klootschießen

### Geschichte
Die Ursprünge des Klootschießens und die Wege seiner Verbreitung liegen im Dunkeln. Der Name leitet sich vom niederdeutschen Wort Kloot oder Klut (Klumpen) ab. Vermutlich hat es sich bei den Friesen, die Wurfgeschosse als Waffe einsetzen, im Mittelalter entwickelt. Als Wurfgerät wurden anfangs möglicherweise simple Klumpen aus Klei, dem schweren Marschboden, und Steine verwendet. Erste Nachrichten liegen aus dem 14. Jahrhundert aus der heutigen niederländischen Provinz Friesland vor, wo es aber nicht mehr verbreitet ist. Niederländische Deichbauer führten die Sportart dann im 17. Jahrhundert in Schleswig-Holstein ein. In Ostfriesland ist Klootschießen erstmals im 18. Jahrhundert urkundlich nachgewiesen, war dort aber vermutlich schon früher bekannt. Die in Schottland und Irland gefundenen Carved Stone Balls (wörtlich: geschnitzte Steinkugeln) weisen in Größe und Form eine erhebliche Ähnlichkeit zu den heutigen Klootkugeln auf und ein Zusammenhang wird vermutet. Die ältesten Carved Stone Balls sind 4000 Jahre alt. Tacitus (römischer Historiker; * um 58; † nach 116) berichtet in seinem Werk Germania jedenfalls bereits von kriegerischen Friesen, die in der Marsch römischen Soldaten auflauerten und ihnen auf große Entfernungen getrocknete Lehmkugeln entgegenschleuderten. Dabei sollen die Würfe so gezielt geworfen worden sein, dass unter den römischen Soldaten große Furcht vor diesen Angriffen herrschte.
Ursprünglich war das Klootschießen ein ungeregeltes Kräftemessen zwischen zwei Mannschaften, oft die männlichen Bewohner von rivalisierenden Nachbardörfern. Die Rivalitäten war dabei oft so groß, dass die Wettkämpfe in Schlägereien ausarteten. Deswegen wurde das Klootschießen immer wieder von der Obrigkeit verboten. Ende des 19. Jahrhunderts setzte eine Versportlichung ein, die den Leistungsgedanken stärker in den Vordergrund rückte, verbindliche Wettkampfregeln hervorbrachte und zur Gründung erster Vereine führte. Die starke Bindung des Sports an das Dorfleben drückt sich noch heute darin aus, dass in den klassischen Klootschießergebieten fast jedes kleine Dorf einen eigenen Klootschießer- oder Boßelverein hat, in denen große Teile der Einwohnerschaft Mitglieder sind.
In Deutschland sind die Klootschießer- und Boßelvereine in Dachverbänden organisiert. Es sind der Friesische Klootschießer-Verband (FKV) mit dem Landesklootschießerverband Ostfriesland (LKV) und dem Klootschießerlandesverband Oldenburg (KLV), der Verband Schleswig-Holsteinischer Boßler (VSHB), die Nordhorner Sport-Kloatscheeter Vereinigung (NSKV) sowie der Klootschießer- und Boßelverband Nordrhein-Westfalen (KBV NRW).

### Wurfgerät

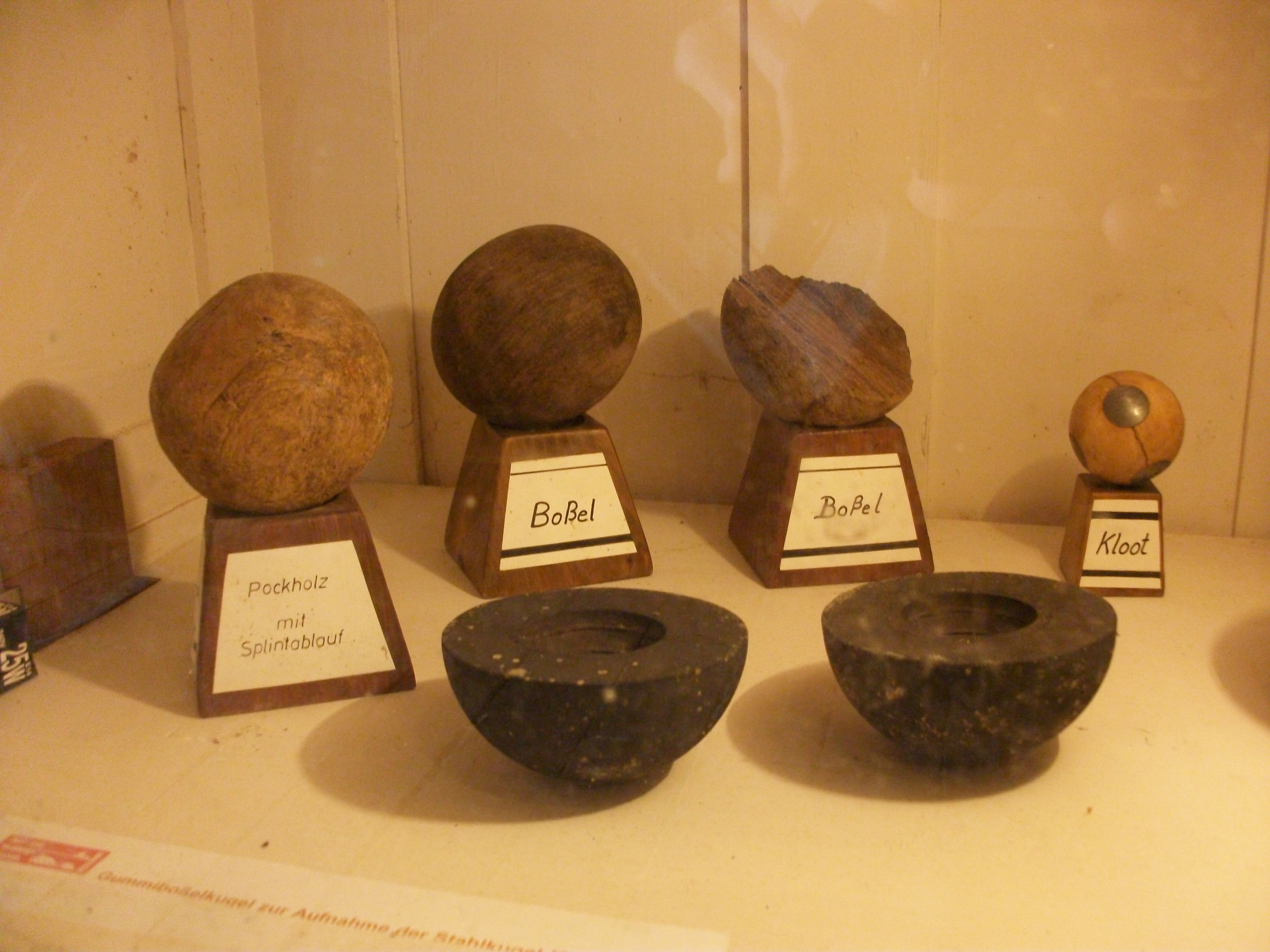
Torf- und Siedlungsmuseum Wiesmoor, Boßel- und Klootkugeln

Zum Klootschießen wird eine kleine, mit Blei gefüllte Kugel aus Hartholz oder Kunststoff verwendet. Die Kugeln unterscheiden sich sowohl regional als auch abhängig von der Disziplin und der Altersklasse in der Größe und Gewicht. Der ostfriesisch-oldenburgische Holzkloot hat einen Durchmesser von 58 Millimetern und wiegt 475 Gramm, in Schleswig-Holstein ist er bei gleichem Durchmesser 25 Gramm schwerer (für Jugend- und Frauenklasse gelten geringere Maße). Bei internationalen Wettkämpfen wird für den Feldkampf die sogenannte Hollandkugel (65 Millimeter, 300 Gramm) verwendet.

### Technik

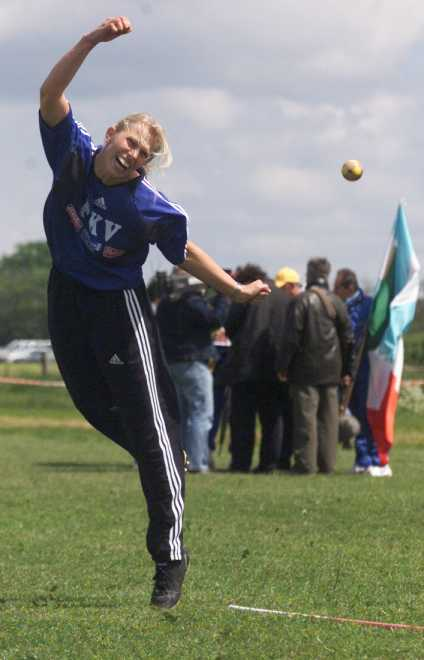
Klootschießerin beim Abwurf

Im Klootschießen gibt es verschiedene Wurftechniken. Entscheidend ist dabei, dass der Kloot so weit wie möglich fliegt, bevor er aufkommt. Die einfachste Form der Wurftechnik ähnelt der des Kegelns. Dabei wird der gestreckte Wurfarm zum Schwungholen im Laufen von hinten nach vorne geführt, und zwar unter der Hand, das heißt, der Arm wird an der Hüfte vorbeigeführt und nicht, wie beispielsweise beim Handball, über die Schulter gehoben. In Wettkämpfen haben sich der Drehwurf (auch Rundschlag genannt) und der sogenannte Flüchterschlag durchgesetzt.
Beim Drehwurf nimmt der Werfer mit seitlich ausgestrecktem Wurfarm einige Schritte Anlauf, dreht sich einmal um seine eigene Achse, um Schwung zu holen, und lässt dann los. Diese dem Diskuswerfen ähnelnde Technik kommt aus Schleswig-Holstein.
Deutlich höhere Weiten lassen sich mit dem Flüchterschlag, wie er in Oldenburg und Ostfriesland praktiziert wird, erzielen. Allerdings ist diese Technik viel komplizierter und erfordert Konzentration und Körperbeherrschung. Beim Flüchten steht in der Regel an der Abwurfstelle eine kleine Holzrampe. Erklärung für Rechtshänder: Der Werfer nimmt einen längeren Anlauf (15 bis 25 Meter). Zwei Schritte vor der Rampe wird der gestreckte Wurfarm möglichst nah am Körper nach hinten genommen, dann erfolgt der Absprung mit dem rechten Bein. Dabei wird der Körper um 90 Grad nach rechts gedreht und der Wurfarm unter der Hand schnell nach vorne geführt, sodass die Brust den Oberarm berührt. Der Werfer bewegt die Wurfhand über dem Kopf wieder nach hinten und landet mit beiden Beinen auf der Rampe, das Linke vor dem Rechten. Er führt den Wurfarm wieder unter der Hand nach vorn, während er sich mit beiden Beinen von der Rampe abdrückt, und lässt die Kugel in der erneuten Aufwärtsbewegung des Armes los.
Spitzen-Klootschießer erreichen mit dem Flüchterschlag Weiten von 90 Metern. Einige wenige haben bisher die 100-Meter-Marke überworfen. Den Weltrekord hält seit 1996 Stefan Albarus aus Norden mit 106,2 Metern.

### Disziplinen

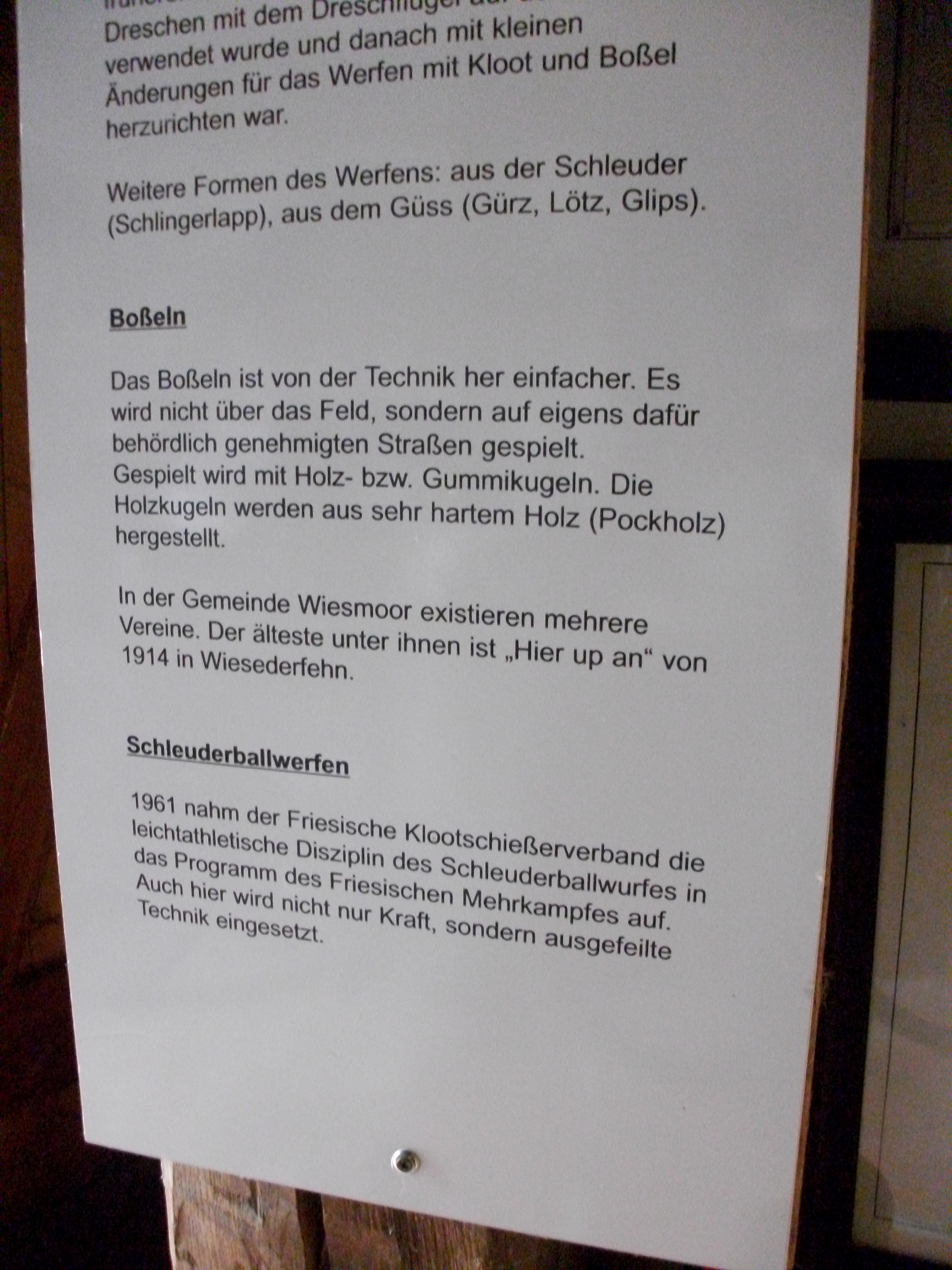
Torf- und Siedlungsmuseum Wiesmoor, Infotafel Friesenspiele (Boßeln und Schleuderballwurf)

#### Feldkampf
Die traditionelle Wettkampfart im Klootschießen ist der Feldkampf (in den Niederlanden de Langebaan), in dem zwei Mannschaften gegeneinander antreten. Wettkampfgelände ist die unbenutzte Feldflur, daher fällt die Saison der Klootschießer in die Winterzeit, wenn die Äcker brach liegen.
Es wird Wert auf einen Untergrund gelegt, auf dem der Kloot noch lange rollen (auf Plattdeutsch trüllen) kann, nachdem er auf den Boden gekommen ist. Große Feldkämpfe wie der traditionelle Ländervergleich zwischen Ostfriesland und Oldenburg werden deshalb nur ausgetragen, wenn der Boden durchgefroren und sehr hart ist. Aus klimatischen Gründen kommt dieser Kahlfrost an der Nordseeküste aber nur selten vor, sodass nicht jedes Jahr ein solcher Wettkampf stattfinden kann.
Die Einzelvariante des Feldkampfs wird als Werfen mit der Hollandkugel bezeichnet.

#### Standkampf
Beim Standkampf (in den Niederlanden de Kortebaan) wird auf Weite geworfen. Dabei wird von einem festen Abwurfpunkt aus bis zu der Stelle gemessen, an der der Kloot nach dem Flug aufschlägt. Weil für den Standkampf weniger Platz gebraucht wird als für den Feldkampf, kann er auch auf Sportplätzen oder eigenen Klootschießer-Anlagen ausgetragen werden.

### Regeln
Der Feldkampf wird bei regulären Wettbewerben in vier Durchgängen mit je vier Werfern ausgetragen und zieht sich deshalb über Stunden und lange Strecken hin. Es wird abwechselnd immer von der Stelle aus geworfen, an der die Boßelkugel des vorherigen Werfers der eigenen Mannschaft liegen geblieben ist. Gewonnen hat am Ende die Mannschaft, die vorne liegt.
Beim Werfen mit der Hollandkugel ist derjenige Sieger, der eine festgelegte Strecke mit den wenigsten Würfen zurücklegt. Bei gleicher Wurfzahl wird die insgesamt zurückgelegte Strecke, also auch die Strecke hinter der Ziellinie, gewertet.
Den Standkampf gibt es als Einzel- und Mannschaftswettbewerb. Jeder Werfer hat vier Würfe, der beste wird gewertet. Für die Mannschaftswertung werden die Ergebnisse der Werfer zusammengezählt.

## Straßenboßeln

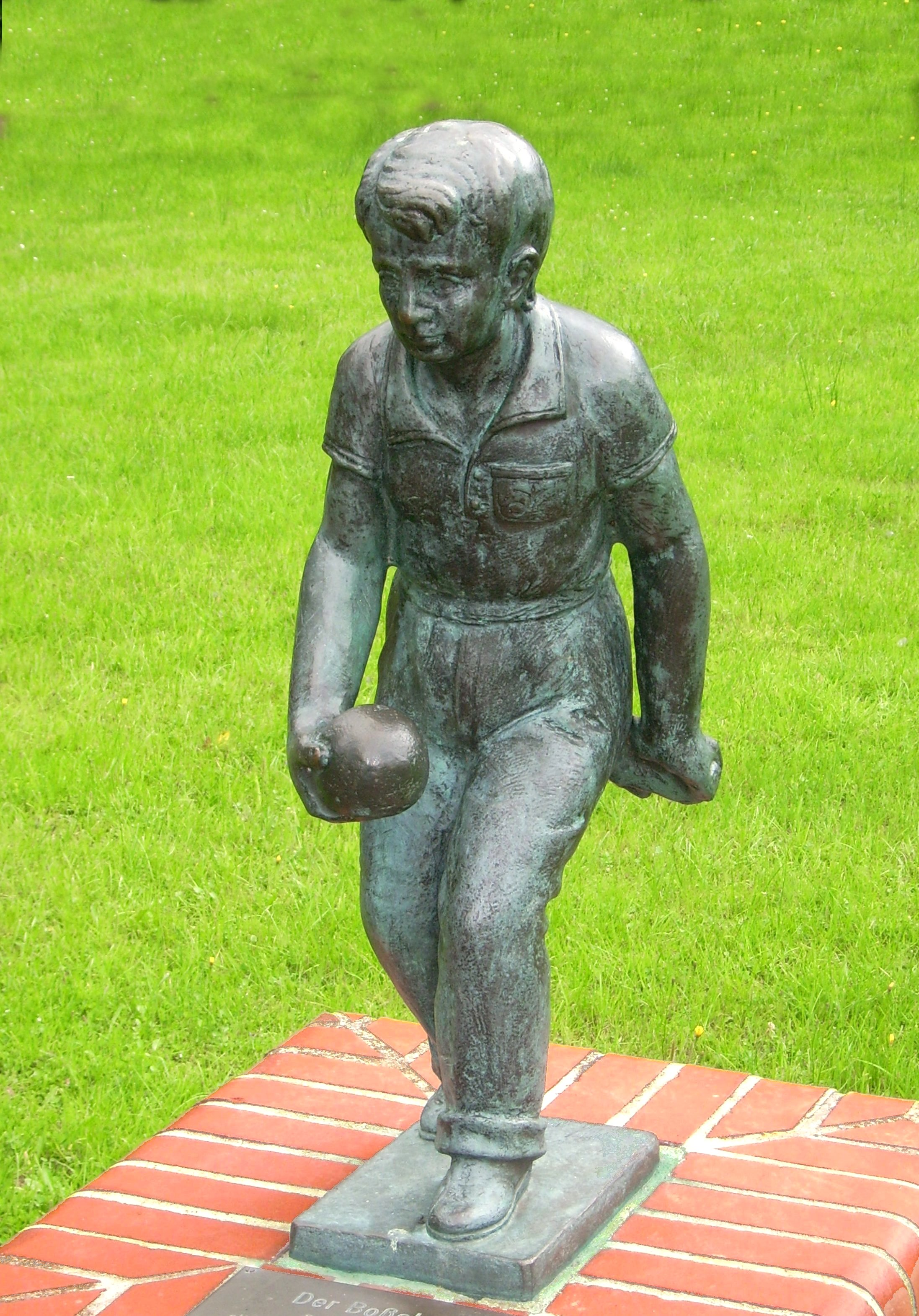
Boßler in Bensersiel

### Geschichte
Das Straßenboßeln entwickelte sich in Deutschland nach ersten Anfängen im 17. Jahrhundert vor allem im Zuge der Ausbreitung des Sports vom Ende des 19., Anfang des 20. Jahrhunderts aus dem Klootschießen. Es nahm an Beliebtheit schnell zu, als immer mehr Straßen befestigt wurden und weil es einfacher zu spielen war als das Klootschießen mit seiner technisch anspruchsvollen Wurftechnik. Zum Freizeit- und Breitensport wurde das Boßeln aber erst nach dem Zweiten Weltkrieg.
Unklar, weil noch unerforscht, ist, ob sich die regionalen Boßelvarianten unabhängig voneinander entwickelt oder gegenseitig beeinflusst haben. Direkter Einfluss ist allerdings dort sicher, wo das Boßeln wie in Teilen der USA und in Nordrhein-Westfalen durch Einwanderer oder Zugezogene eingeführt wurde.

### Wurfgerät
Viel größer als beim Klootschießen sind die regionalen Unterschiede bei den verwendeten Kugeln im Straßenboßeln. In Ostfriesland und im Oldenburger Land wird mit Gummi- und Kunststoffkugeln geworfen, die zwischen 8,5 (Jugend F) und zwölf Zentimeter (Männer) durchmessen. Die Kunststoffkugel heißt dort auch Holz, weil sie im Wettbewerb den früher üblichen Pockholter, eine Boßel aus dem harten Holz des Guajak-Baumes, abgelöst hat.
Ebenfalls aus Holz oder Kunststoff, aber mit einem Durchmesser von 65 bis 90 Millimetern etwas kleiner ist die Boccia (auch Boccetta genannt) in Italien. In Schleswig-Holstein und in den Niederlanden werden die gleichen Kugeln wie beim Klootschießen verwendet, und in Irland ist die 800 Gramm schwere Eisenkugel (58 Millimeter Durchmesser) das traditionelle Wurfgerät. Die Eisenkugel, die beim spanischen Tiro de bola aragonesa geworfen wird, ist mit 1670 Gramm das schwerste Wurfgerät.
Zur Grundausstattung einer Boßelmannschaft zählt neben den Kugeln unbedingt ein Klootsoeker oder auch „Kraber“, der dazu dient, Kugeln aus wasserführenden Straßengräben zu fischen. Er besteht aus einem Korb, an dem ein langer Stiel befestigt ist.

### Technik

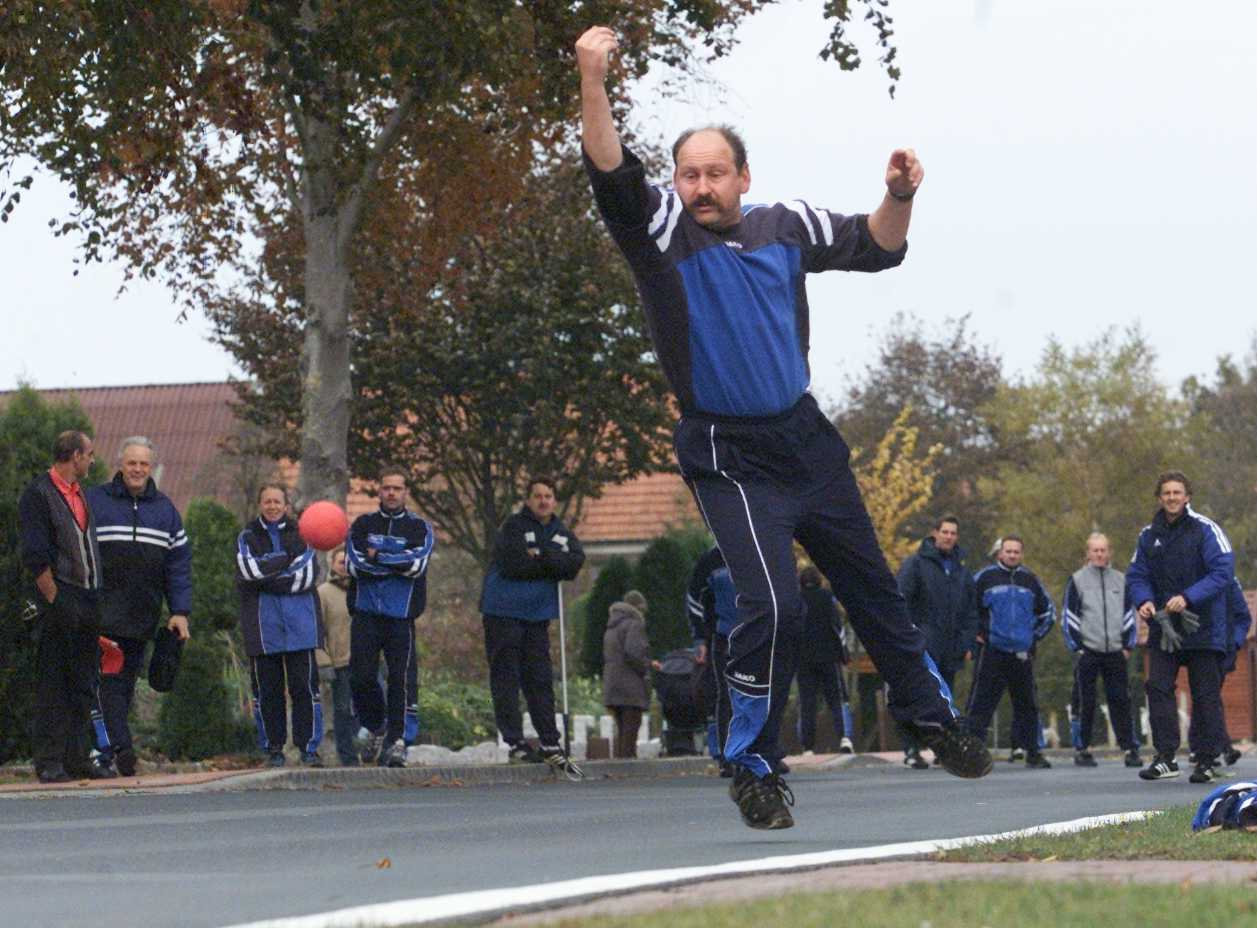
Boßler beim Wurf

Beim Boßelwurf wird der Arm im Laufen zunächst nach hinten bewegt und anschließend unter der Hand mit einer schnellen Bewegung wieder nach vorne geschnellt, um die Boßelkugel mit einer hohen Geschwindigkeit loszulassen. Dabei kommt es darauf an, die Flugbahn nicht zu steil werden zu lassen, damit die Kugel nach der Landung auf der Straße noch möglichst weit rollt. Durch verschiedene Techniken beim Abwerfen kann der Boßler der Kugel einen Drall mitgeben, der es möglich macht, um eine Kurve zu werfen. Im Plattdeutschen werden diese Techniken överd Dum (über den Daumen) und överd Finge (über den Finger) genannt. Der normale Abwurf ohne Drall wird liek ut Hand (gerade aus der Hand) genannt.
Auf geraden Strecken mit geeignetem Untergrund können Spitzen-Boßler mit der Gummikugel problemlos Weiten von 200 Metern mit einem Wurf erzielen.

### Disziplinen

#### Weideboßeln
Beim Weideboßeln wird mit dem Pockholter (Holzkugel) ähnlich wie beim Standkampf im Klootschießen von einem festen Abwurfpunkt auf Weite geworfen. Wie der Name verrät, wurde früher auf Weiden oder Feldern geworfen. Heute werden die Wettkämpfe auf Klootschießer-Anlagen oder Sportplätzen ausgetragen.

#### Hallenboßeln
Zur Demonstration der Sportart Boßeln vor allem in Schulen hat der Friesische Klootschießer-Verband das Hallenboßeln eingeführt. Dabei werden Anfänger mit der Technik und den Bewegungsabläufen des Straßenboßelns vertraut gemacht.

### Regeln

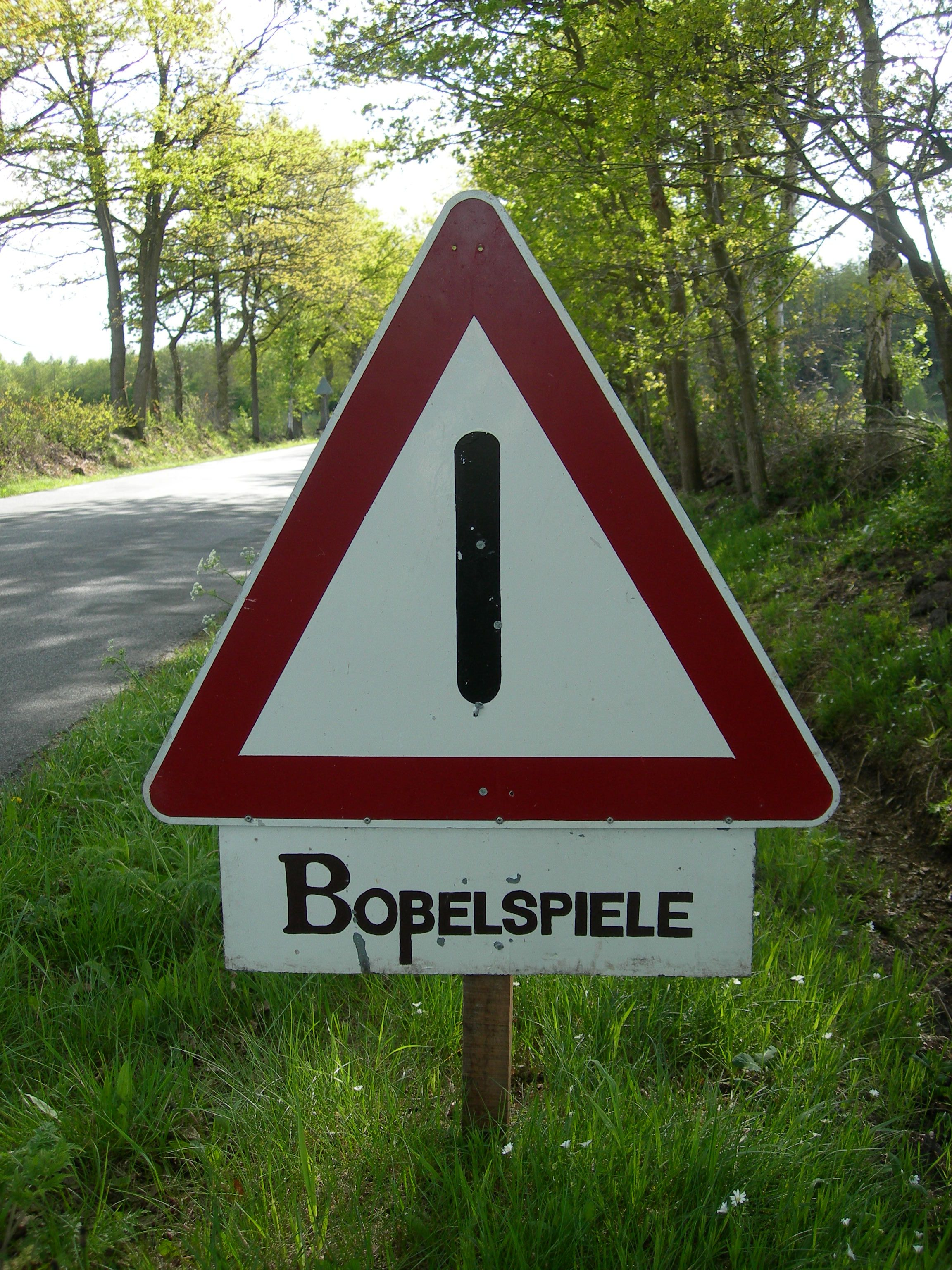
Hinweisschilder auf Boßelwettkämpfe sind an ostfriesischen Straßen keine Seltenheit

Das deutsche Straßenboßeln wird als Streckenwerfen auf der Straße ausgetragen. Dabei treten zwei Mannschaften (bei offiziellen Wettkämpfen je nach Altersklasse in zwei oder vier Gruppen mit je vier Werfern) gegeneinander an. Die Mannschaften werfen abwechselnd, wobei das zurückliegende Team jeweils den ersten Wurf hat. Jeder Werfer setzt mit seinem Wurf am Landepunkt des Vorwerfers seiner Mannschaft an. Gelingt es dabei dem Werfer des zurückliegenden Teams nicht, den Rückstand wettzumachen, erhält der Gegner einen Punkt, der Schoet oder Wurf genannt wird. Ziel des Spiels ist es, möglichst viele Schoets zu erzielen. Die Streckenlänge ist unterschiedlich, da je nach Straßenbeschaffenheit die Wurflänge unterschiedlich ausfällt. Sie sollte so sein, dass jeder Werfer zwischen zehn und zwölf Würfe zu absolvieren hat. Dadurch beträgt die Gesamtstreckenlänge, die die Spieler zurücklegen müssen, mehrere Kilometer. Im offiziellen Spielbetrieb ist auf halber Strecke eine Wende vorgeschrieben.
Die lange Wegstrecke und häufige Unterbrechungen durch den Verkehr auf den öffentlichen Straßen führt dazu, dass Wettkämpfe zwei bis drei Stunden und länger dauern. Gesperrt werden Straßen nur bei großen Wettkämpfen wie der Deutschen Meisterschaft, bei denen neben den Spielern auch zahlreiche Zuschauer die Wurfstrecke säumen.
Boßeln wird auch als Einzelwerfen ausgetragen, zum Beispiel bei den nationalen Meisterschaften. Es gewinnt der Boßler, der mit zehn Würfen nacheinander die größte Weite erzielt hat. Beim irischen Road Bowling wird dabei Mann gegen Mann geworfen, wobei der Bessere eine Runde weiterkommt. Dieses K.-o.-System wird in Deutschland bei einigen Preisboßel-Turnieren angewandt.

## Kloatscheeten
Das Kloatscheeten ist ein in der Grafschaft Bentheim und in direkt angrenzenden Teilen des Emslands verbreiteter Volkssport. Geworfen wird mit dem Kloat, einer abgerundeten Scheibe. Diese ist zwischen 380 und 450 Gramm schwer, 40 bis 45 Millimeter dick und durchmisst 70 bis 80 Millimeter. In der Mitte befindet sich ein Bleikern.
Technik und Wettkampfregeln entsprechen denen des Straßenboßelns. Das Kloatscheeten findet auf öffentlichen Nebenstraßen und Wegen statt. Ziel ist meist ein Landgasthof, in dem sich abends mehrere Kloatscheetergruppen zum Grünkohlessen treffen. Weil die öffentlichen Strecken für das sportlich orientierte Kloatscheeten eher ungeeignet sind (Fahrbahnoberfläche, Verkehr), legte die NSKV eine eigene Kloatscheeter-Anlage in Klausheide an, auf der offizielle Wettkämpfe ausgetragen werden.

## Saison
Klootschießen und Boßeln wurden in Norddeutschland ursprünglich im Winter gespielt, weil nur zu dieser Jahreszeit die Landbevölkerung ausreichend Zeit hatte und die nötigen ungenutzten Felder zur Verfügung standen. Inzwischen gibt es aber kaum noch jahreszeitliche Einschränkungen, geboßelt wird das ganze Jahr über (Freizeitboßeln). Der reguläre Punktspielbetrieb läuft von September bis März, die nationalen und internationalen Meisterschaften sind meistens im Mai.
Das Boßeln als reines Freizeitvergnügen beschränkt sich nach wie vor auf die kalte Jahreszeit.

## Spielbetrieb
In Deutschland wird Klootschießen und Straßenboßeln als Breiten- und Leistungssport betrieben. Der reguläre Spielbetrieb wird in ganz unterschiedlicher Ausprägung von den Landesverbänden organisiert.
In den beiden Landesverbänden Ostfriesland und Oldenburg mit zusammen mehr als 40.000 Mitgliedern in 261 Vereinen gibt es im Straßenboßeln einen Punktspielbetrieb mit Ligeneinteilung in verschiedenen Altersklassen: von der Jugend F (acht Jahre und jünger) bis Männer V (70 Jahre). Höchste Spielklassen sind die Landesligen mit jeweils zehn Mannschaften. Dazu kommen jeweils Einzelmeisterschaften in sämtlichen Einzelklassen. Neben dem Punktspiele-Betrieb richtet der LKV Ostfriesland einen Pokalwettbewerb für Vereine aus.
Der Friesische Klootschießer-Verband richtet zudem Mannschafts- und Einzelmeisterschaften für die Landesmeister beider Verbände sowie ein Ranglistenwerfen (Championstour) für die besten Boßler aus Ostfriesland und Oldenburg aus.
Im Klootschießen werden Mannschafts- und Einzelmeister ermittelt. In Ostfriesland gibt es zudem in bescheidenem Umfang einen Punktspielbetrieb.
Die Nordhorner Sport-Kloatscheeter Vereinigung (ca. 300 Mitglieder in 13 Vereinen) hat einen Spielbetrieb mit vier Ligen (Männer, Damen, Senioren, Jugend). Dazu gibt es den Bürgermeisterpokal-Wettbewerb und ein Einladungsturnier sowie Einzelwettbewerbe.
Der Klootschießer- und Boßelverband Nordrhein-Westfalen hat eine Männer-Liga im Straßenboßeln mit sechs Mannschaften. Die Einzelmeister werden in einer Championstour ermittelt.
In Schleswig-Holstein werden Feldkämpfe sowie Einzellandesmeisterschaften als Pokalturnier oder bei Verbandsfesten ausgetragen.

## Nationale Meisterschaften
Deutsche Meisterschaften im Boßeln werden seit 1999 (in Meldorf) alle zwei Jahre ausgetragen. Danach fanden sie 2001 in Blomberg, 2003 in Willich, 2005 in Nordhorn, 2007 in Wewelsfleth und 2009 in Zetel statt. Gastgeber der DM 2011 war Nordhorn. Ab 2014 wird auf einen Vierjahresrhythmus umgestellt. Teilnehmende Verbände sind der FKV (Friesischer Klootschießerverband), VSHB (Verband Schleswig-Holsteinischer Boßler), NSKV (Nordhorner Sport-Kloatscheeter Vereinigung) und der KBV NRW (Klootschießer- und Boßelverband Nordrhein-Westfalen). Die Titel werden in vier Wettbewerben (Standkampf und Hollandkugel im Klootschießen sowie Straßenboßeln mit der Gummi- und der Kunststoffkugel) und in je vier Altersklassen (Frauen, Männer, weibliche und männliche Jugend) ausgetragen.

## Internationale Meisterschaften

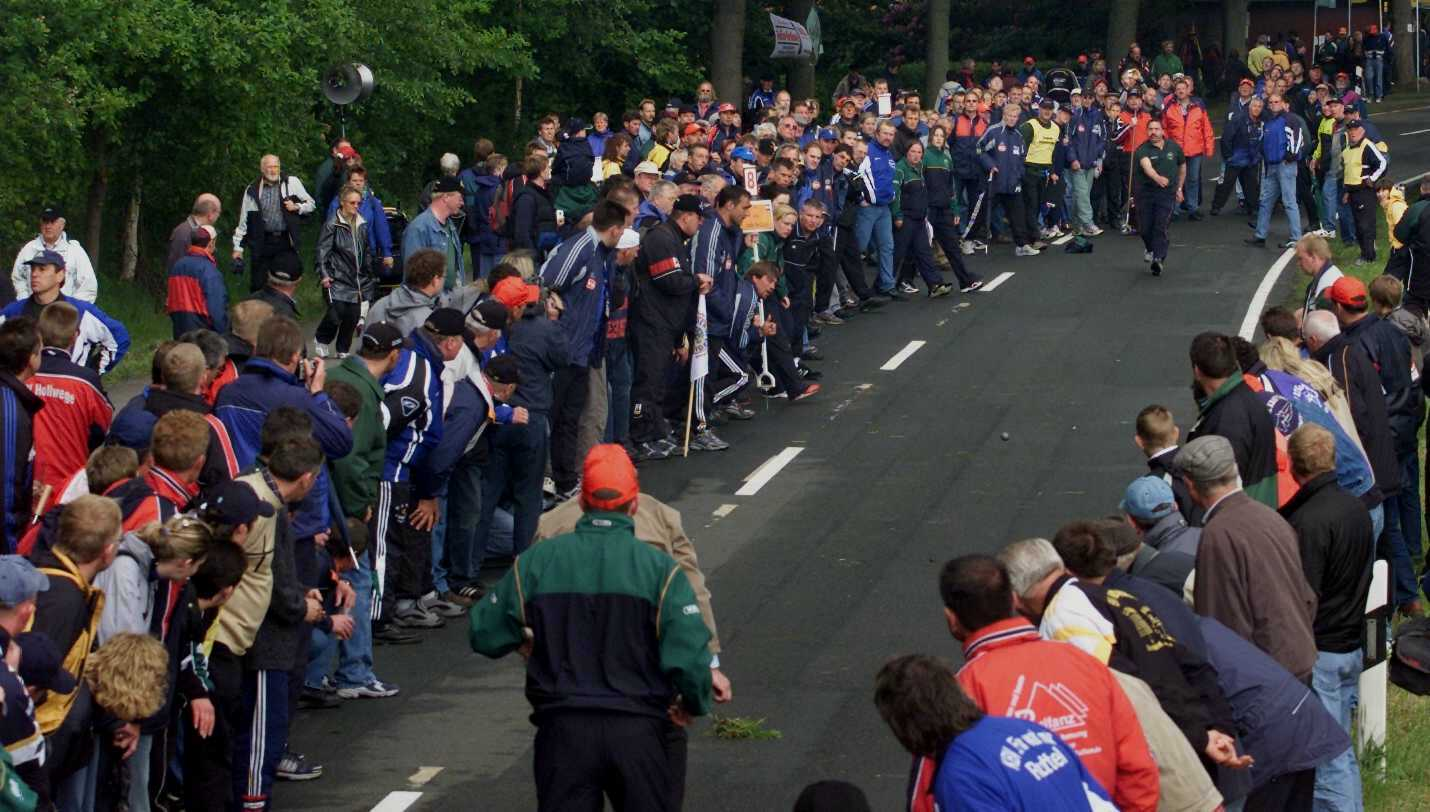
Straßenboßeln bei der Europameisterschaft 2004 in Westerstede

Boßeln war frühzeitig in den verschiedenen Ländern verbreitet. Die Soldaten Wilhelm von Oraniens sollen es z. B. 1689 nach Irland gebracht haben, wo es als Road Bowling im Norden wie im Süden noch immer gespielt wird. Schon bald nach dem Zweiten Weltkrieg entwickelten sich aus ersten Privatkontakten von Boßlern und Klootschießern Verbindungen zwischen den Verbänden in Deutschland, Holland und Irland und erste internationale Wettkämpfe. Die 1969 bei einem Wettkampf in Losser in den Niederlanden gegründete International Bowlplaying Association (IBA) richtet – seit 1980 alle vier Jahre – eine Europameisterschaft aus. Als „Nationen“ treten dabei der Friesische Klootschießer-Verband, der Verband Schleswig-Holsteinischer Boßler, der irische Verband Ból Chumann na hÉireann, der Nederlandse Klootschieters Bond sowie die Associazione Boccetta Italiana su Strada an. Es gibt Einzel- und Mannschaftswettbewerbe in vier Altersklassen (Frauen, Männer, weibliche und männliche Jugend) und in drei Disziplinen (Standkampf, Hollandkugel, Straßenboßeln mit der irischen Eisenkugel).
Austragungsort der Europameisterschaft 2004 war die ammerländische Stadt Westerstede, die Europameisterschaft 2008 fand im irischen Cork statt und die Europameisterschaft 2012 richtete der italienische Verband in Pesaro aus. Gastgeber der Europameisterschaft 2016 war der niederländische Verband. Die Wettbewerbe fanden vom 5. Mai bis zum 8. Mai 2016 an Orten in der Provinz Twente statt. Die offizielle Eröffnung der Meisterschaft erfolgte in Ootmarsum. Die EM 2024 fand vom 9. bis 12. Mai im ostfriesischen Neuharlingersiel statt.

## Boßeln in Literatur und Heraldik
Eine Beschreibung der Stimmung während eines Boßelspiels im 19. Jahrhundert findet sich in Theodor Storms Novelle Der Schimmelreiter von 1888:

„Gesprochen wurde von all den Menschen wenig; nur wenn ein Kapitalwurf geschah, hörte man wohl einen Ruf der jungen Männer oder Weiber; oder von den Alten einer nahm seine Pfeife aus dem Mund und klopfte damit unter ein paar guten Worten den Werfer auf die Schulter: »Das war ein Wurf, sagte Zacharies und warf sein Weib aus der Luke!« oder: »So warf dein Vater auch; Gott tröst ihn in der Ewigkeit!« oder was sie sonst für Gutes sagten.“

Das Gemeindewappen von Wolmersdorf im Kreis Dithmarschen zeigt unter anderem eine rot-schwarze Boßelkugel.